# Trifolium pilczii
Trifolium pilczii là một loài thực vật có hoa trong họ Đậu. Loài này được Adamovic miêu tả khoa học đầu tiên.